# Estação Juárez (Metrô da Cidade do México)
A Estação Juárez é uma das estações do Metrô da Cidade do México, situada na Cidade do México, entre a Estação Hidalgo e a Estação Balderas. Administrada pelo Sistema de Transporte Colectivo, faz parte da Linha 3.
Foi inaugurada em 20 de novembro de 1970. Localiza-se no cruzamento da Avenida Balderas com a Rua Artículo 123. Atende o bairro do Centro, situado na demarcação territorial de Cuauhtémoc. A estação registrou um movimento de 6.840.125 passageiros em 2016.